# هانزا مدیا
هانزا مدیا (انگلیسی: Hanza Media) شرکت انتشارات کروات است، که در سال ۱۹۹۰ تأسیس شد.